# لا پینتادا (انتیوکیا)
لا پینتادا (انگلیسی: La Pintada, Antioquia) یک منطقه مسکونی در کلمبیا است.